# John Knowles (écrivain)
Pour les articles homonymes, voir John Knowles.
Œuvres principales
- Une paix séparée, 1959

John Knowles, né le 16 septembre 1926 à Fairmont en Virginie-Occidentale et mort le 29 novembre 2001 à Fort Lauderdale en Floride, est un écrivain américain, principalement connu pour son roman Une paix séparée (1959).

## Biographie
Knowles naît à Fairmont en Virginie-Occidentale, dans une famille fortunée. Son père, James M. Knowles est vice-président d'une compagnie charbonnière. Il poursuit ses études à la Oyster Bay High School d'Oyster Bay dans l'État de New York de 1940 à 1942, puis à la prestigieuse Phillips Exeter Academy d'Exeter (New Hampshire), dont il sort diplômé en 1945.
Directement après Phillips Exeter, Knowles passe huit mois à servir dans l'United States Army Air Forces dans les derniers temps de la Seconde Guerre mondiale. Il épouse Beth Hughes à l'âge de dix-neuf ans.
Knowles entre ensuite à l'université Yale dont il sort en 1949. Pendant ses années à Yale, il publie des récits dans le magazine humoristique du campus The Yale Record et participe au comité du Yale Daily News pendant ses trois dernières années, notamment en tant que secrétaire éditorial dans sa dernière année d'université. Il est également champion de natation à l'université.
Ensuite Knowles écrit pour le Hartford Courant  et devient journaliste au magazine Holiday. Il commence à écrire des romans grâce aux encouragements de Thornton Wilder,. Il voyage pendant ces années-là en Italie et dans le Midi de la France. Après le succès de son premier roman, il voyage pendant deux ans en Europe et au Moyen-Orient.  Son deuxième roman, Morning in Antibes, est publié en 1962. Il fait paraître en 1964 Double Vision: American Thoughts Abroad qui relate la chronique quotidienne de ses voyages. 
Il retourne aux États-Unis, devenant « écrivain en résidence » à l'université de Caroline du Nord, à Chapel Hill (1963-1964), à Princeton University (1968-1969) et à New York, tout en voyageant à l'étranger. Son troisième roman, Indian Summer, paraît en 1966, suivi de son recueil de nouvelles Phineas, en 1968. Le père de Knowles meurt en 1970, l'année où l'écrivain s'installe à Southampton à Long Island et il lui laisse un héritage conséquent. John Knowles continue d'écrire pendant les deux décennies suivantes et publie encore six romans. Il fait don de ses manuscrits à la Phillips Exeter Academy en 1978. Il meurt d'une courte maladie en 2001 à Fort Lauderdale en Floride.

## Œuvres

### Romans

#### SérieSeparate Peace
- A Separate Peace (1959) Publié en français sous le titre Une paix séparée, traduit par Marie-Anne de Kisch, Paris, Éditions Autrement, coll. « Littérature », 2004  (ISBN 2-7467-0538-9)
- Peace Breaks Out (1980)

#### Autres romans
- Morning in Antibes (1962)
- Indian Summer (1966)
- The Paragon (1971)
- Spreading Fires (1974)
- A Vein of Riches (1978)
- A Stolen Past (1983) Publié en français sous le titre Le Passé dérobé, traduit par Janine Hérisson, Paris, Éditions Gallimard, coll. « Du monde entier », 1987  (ISBN 2-07-070732-6)
- The Private Life of Axie Reed (1986)

### Recueil de nouvelles
- Phineas (1968)

### Autres publications
- Double Vision: American Thoughts Abroad (1964)
- A Special Time, A Special School (1995)